# Inducció del part
La inducció del part  és un conjunt de procediments dirigit a provocar contraccions uterines de manera artificial amb la intenció de desencadenar el part en el moment més adequat per a la mare i el fetus. L'avaluació de les característiques del coll uterí s'ha considerat un dels factors predictius del pronòstic de la inducció del treball de part.

## Indicacions
La inducció del part és indicada quan els beneficis de finalitzar la gestació per a la mare i fetus sobrepassen els beneficis potencials de continuar. Fins fa poc, la pràctica més comuna ha estat el d'induir el part a finals de la 42a setmana de gestació. Aquesta pràctica és encara molt comuna. Estudis recents han demostrat un major risc de mortalitat infantil en els naixements a la 41a i en particular 42a setmana de gestació, així com un major risc de lesions a la mare i el nadó. La data recomanada per a la inducció del part s'ha traslladat al final de la setmana 41 de gestació en molts països, entre ells Suècia i el Canadà.
- Quan se sospita que el nadó és massa gran
- Embaràs tardà, és a dir, si l'embaràs ha passat de les 42 setmanes
- Retard del creixement fetal intrauterí
- Quan hi ha riscos clars per a la salut a la dona en la continuació del seu embaràs, per exemple, si té una preeclàmpsia greu o eclàmpsia
- Ruptura prematura de membrana, és a dir, quan té lloc una ruptura del sac amniòtic, però el part no s'ha iniciat passa una temps determinat.
- Terminació prematura de l'embaràs
- Mort fetal a l'úter

## Predictors
Com més grau de maduresa cervical, milloren les probabilitats d'aconseguir una inducció sense complicacions. Per això és fonamental fer una valoració de les condicions del coll uterí, basat fonamentalment en el Test de Bishop, un conegut sistema de puntuació que, quan suma un total igual o major a 7 les possibilitats d'èxit de la inducció són altes. Una puntuació més de 9 indica que les probabilitats d'un part espontani són molt elevades. Si la puntuació de Bishop suma 6 o menys, se sol recomanar l'administració d'un agent que contribueixi a la maduració cervical abans de la inducció del part.
Hi ha enfocaments no farmacològics per a la maduració cervical i la inducció del treball, que han inclòs compostos d'herbes, oli de ricí, banys calents, els ènemes, l'acte sexual, l'estimulació de les mames, l'acupuntura, acupressió, estimulació nerviosa transcutània, així com modalitats mecàniques i quirúrgiques. De totes les no farmacològiques, només els enfocaments mecànics i mètodes quirúrgics han demostrat eficàcia per a la maduració cervical o la inducció del treball de part efectiva. Alguns agents farmacològics disponibles per a la maduració cervical i la inducció del treball inclouen les prostaglandines, el misoprostol, la mifepristona i relaxina. Quan el puntuació de Bishop produeix una puntuació favorable, el millor agent farmacològic és l'oxitocina.

## Contraindicacions
Abans d'iniciar una inducció del part s'ha de comprovar que no hi hagi circumstàncies que la contraindiquin i que indiquin en lloc a la realització d'una cesària electiva. Aquests casos són:
- Desproporció pelvicofetal
- Placenta prèvia
- Vasa prèvia
- Prolapse del cordó
- Presentació anòmala
- Antecedents de dos o més cesàries anteriors o altres intervencions ginecològiques prèvies amb obertura a cavitat endometrial
- Patiment fetal agut
- Carcinoma de cèrvix invasor
- Certes malformacions genitals
- Infecció herpètica activa.
- Condilomatosi important del canal vaginal.